# Dancing in the Moonlight (album)
Dancing in the Moonlight è il secondo album studio del gruppo statunitense King Harvest, pubblicato nel 1972. 
Si tratta del loro disco più celebre, soprattutto grazie al singolo di successo Dancing in the Moonlight, da cui il full-length prende il nome.

## Tracce
1. Lady, Come On Home – 2:40
2. Motor Job – 2:47
3. Roosevelt and Ira Lee – 5:32
4. Dancing in the Moonlight – 2:40
5. She Keeps Me High – 4:00
6. Think I Better Wait Till Tomorrow – 3:00
7. The Smile on Her Face – 2:55
8. You and I – 2:38
9. Marty and the Captain – 2:17
10. I Can Tell – 4:45